# 関東自動車工業
関東自動車工業株式会社（かんとうじどうしゃこうぎょう、英: Kanto Auto Works, Ltd.）は、トヨタグループに属する自動車メーカー。2012年にセントラル自動車とトヨタ自動車東北を吸収し、関東自動車工業は「トヨタ自動車東日本株式会社」に社名を変更した。路線バスなどを運行する「関東自動車株式会社」とは一切の関係性はない。
トヨタ自動車をはじめとする取引先、および工場近隣の人々（特に裾野市民）からは関自（かんじ）という略称で呼ばれることも多い。

## 概要
トヨタブランドの車両や純正部品の開発・製造、ならびにグループ会社でトヨタホームブランドの住宅躯体を製造している。また過去には、世界初の4WD電動車椅子、「Patrafour」(パトラフォー）の製造も行っていた   。
1942年（昭和17年）に横須賀市に設立された株式会社海雄会を、1946年（昭和21年）に関東電気自動車製造株式会社と社名変更し、発足。1949年（昭和24年）にはトヨペット・SB型改造乗用車（SBP型）の生産を開始し、翌25年には関東自動車工業株式会社と社名変更した上でトヨペットボデーの製造に全面切替する。
以上のとおり、当初の業態はコーチビルダーであったが、1954年（昭和29年）にトヨタ自動車工業（現・トヨタ自動車）が資本参加した後は、開発への参加と最終組立までを行うようになる。その後、1967年（昭和42年）に東富士工場、1993年（平成5年）には岩手工場を開設し、生産規模を拡大している。
古くはトヨペット・スーパーRHK型やトヨタ・スポーツ800、近年ではレクサス・SC、トヨタ・センチュリーなど、品質の高い自動車を生産することで知られており、2006年（平成18年）、米国自動車初期品質調査（J.D.パワー・アンド・アソシエイツ）のプラントアワードで、岩手工場が最高賞であるプラチナ賞、東富士工場がシルバー賞を受賞、2009年（平成21年）には、東富士工場も同じくプラチナ賞を受賞した。トヨタ・AE86の設計と生産も同社である。
これまで数多くのトヨタ車の開発から生産までを担当し、トヨタ自動車の海外生産車両の開発や生産の支援、部品生産事業などを通じて、トヨタグループの国内・海外事業展開に大きく貢献している。
昭和50年代初頭にはトヨタオフィス・ホームの生産を開始、2006年（平成18年）にはブラジルに部品製造会社を設立するなど業容の拡大を図る。
2000年（平成12年）には実質基準でトヨタ自動車の連結子会社となり、さらに2003年（平成15年）にはトヨタ自動車が発行済株式数の50.46%を保有し、米国会計基準でも連結子会社となる。2012年（平成24年）には株式交換によりトヨタ自動車の完全子会社となった。
近年では2007年（平成19年）に開催された東京モーターショーに出展するなど、展示会を通じた企業PR活動を展開している。同年から展示会用に「KANJI」のロゴを使用している。
トヨタアセットマネジメントが販売するトヨタグループ株式ファンドを構成する会社である。

## 沿革
- 1942年（昭和17年）7月22日 - 株式會社海雄會（本店・横須賀市）設立。
- 1945年（昭和20年）8月 - 敗戦に伴い事業閉鎖。
- 1946年（昭和21年）4月25日 - 關東電氣自動車製造株式會社に改組。
- 1950年（昭和25年）5月 - 関東自動車工業株式会社に商号変更。
- 1957年（昭和32年）2月1日 - シート、トリムなど内装部門を池田製作所（現・トヨタ紡織東北）として分離。
- 1960年 （昭和35年） - セントラル自動車に資本参加、同社は相模原市に工場を移転。
- 2006年（平成18年）
  - J.D.パワー・プラントアワードにおいて岩手工場が「プラチナ賞」東富士工場が「シルバー賞」を受賞。
  - 9月 - 本社主機能を東富士に移転。
  - 11月15日 - 岩手工場と愛知県内トヨタグループ各社工場相互間における部品輸送を専用鉄道便「TOYOTA LONGPASS EXPRESS」に切替。
- 2009年（平成21年） - 東富士工場がJ.D.パワー・プラントアワードにおいてプラチナ賞を受賞。
- 2011年（平成23年）
  - 7月13日 - トヨタ自動車の豊田章男代表取締役社長が、セントラル自動車（宮城県）、トヨタ自動車東北（宮城県）、および関東自動車工業を2012年（平成24年）7月を目標に統合し、東北地方を中部地方、九州地方に次ぐ国内第3の生産拠点にすると発表。
  - 12月14日 - 上述の3社統合について、関東自動車工業を存続会社とした上でセントラル・トヨタ東北を合併し2012年7月1日に「トヨタ自動車東日本」に社名変更すると発表。
  - 12月28日 - 上場廃止。
- 2012年（平成24年）
  - 1月1日 - 株式交換によりトヨタ自動車の完全子会社となる。
  - 6月18日 - 合併に先立ち、トヨタ自動車東日本の社長に内定していた白根武史トヨタ自動車取締役専務役員（本人事に先立ち、同15日付で顧問に退いていた）が関東自動車工業社長に、葛原徹セントラル自動車社長が関東自動車工業の代表権のある副社長に就任。これは、関東自動車工業が合併時の存続会社となるための措置。それまで社長だった、服部哲夫は合併会社発足に先行して取締役も退いた上で、相談役に退いた。
  - 7月1日 - セントラル自動車およびトヨタ自動車東北を吸収合併し、トヨタ自動車東日本株式会社に改称。本社は、セントラル自動車の本社所在地に移転の上で設置。旧本社は、トヨタ自動車東日本の横須賀事業所となった。

## 事業所
- 本社
神奈川県横須賀市田浦港町無番地
- 東富士総合センター
静岡県裾野市御宿1501
- 東富士工場
静岡県裾野市御宿1200
  - 当時の製造車種：センチュリー、アイシス、クラウンセダン、クラウンコンフォート、コンフォート、カローラフィールダー、ラクティス、スバル・トレジア（ラクティスのSUBARU向けOEM）カローラ（輸出向けのみ）
- 岩手工場
岩手県胆沢郡金ケ崎町西根字森山1
  - 製造車種：アクア、ヤリス
- 東富士工機工場
静岡県裾野市須山2810-1

## 備考
1980年代の中期頃まで放送された日本テレビ系のドキュメンタリー番組『知られざる世界』はトヨタグループの提供であり、グループ傘下の企業が週替わりでCMを流すが、そのうちの一社として流れた関東自動車工業の企業CMは、フィルム撮りの作品で放映時に劣化が激しく、その放映された当時でも20年程前のものであろうという内容の時代錯誤的なCM（後期に刷新はされた）を流していた。

## 企業スポーツ
- 関東自動車工業硬式野球部

東富士工場のある静岡県裾野市を本拠地に1975年に創部。1982年のドラフト会議では藤田浩雅がプロ入りした。2002年に裾野ベースボールクラブと改名しクラブチーム化、2005年に休部。2012年に裾野ベースボールクラブを解散し、岩手工場のある岩手県胆沢郡金ケ崎町を本拠地とする関東自動車工業硬式野球部が新規加盟、同年の会社の合併によりチーム名をトヨタ自動車東日本硬式野球部に改称した。